# 蠟筆小新角色列表
蠟筆小新角色列表，介紹日本動漫《蠟筆小新》的登場角色。

## 野原家
野原新之助（ Nohara Shinnosuke）
- 日本配音員：矢島晶子（第1~969集，1992/04/13~2018/06/29[1]） → 小林由美子（第970集起，2018/07/06~） ／成人時期：神奈延年
- 香港配音員：黃玉娟（第1-208集，ATV版劇場1-3，劇場版18，真人版電影）→劉惠雲（第211-290集，亞洲影帶版劇場版1-11）→王慧珠（第608集起，劇場版12-17、19至今）／成人時期：黃玉娟（劇場版18）→鄧肇基
- 台灣配音員：馮友薇（第1-52集、第105-222集、第226-262集）；許淑嬪（暫代，第53-104集）→蔣篤慧（第223-225集、第263-977集前半集、劇場版1-26、電視版集數精選-DVD版）→曾允凡（第977集後半集起、劇場版27起）／成人時期：陳彥鈞
- 中国大陆配音員：刘海霞（辽艺）→山新（剧场版24）→叶知秋（剧场版31）
- 演員：高橋文哉

本作核心人物，5歲，5月5日生（漫畫版為7月22日生），血型B型，暱稱「小新（日语： Shinchan）」，就讀雙葉幼稚園向日葵班，春日部防衛隊隊員之一。動畫版招牌服裝為紅色短T-shirt配上黃色短褲、白色襪子和黃色鞋子，髮型為黑色平頭。最愛的人是大原娜娜子。喜歡看動感超人、剛達姆機器人和魔法少女可愛P。最喜歡吃的零食是巧克比（チョコビ）。喜歡把屁屁或大象（生殖器）露出來，經常搭訕漂亮的大姐姐。最討厭吃青椒、洋蔥和紅蘿蔔，擁有gambling的能力，能把自己穿在身上的衣物隨意變化成任何生物的樣貌裝扮。
野原廣志（ Nohara Hiroshi）
- 日本配音員：藤原啓治（第1~904集，1992年4月13日～2016年8月12日[2] ）→森川智之（第906集起，2016年8月26~、代理演出）／少年時期：山口勝平（電視版）、三田友子（劇場版）
- 香港配音員：陳旭明（第1-208、211-315集、劇場版1-12、18-19，真人版電影）→黃志明（第608集起，劇場版20至今）
- 台灣配音員：魏伯勤（第1-18集）→于正昇（第19-35集、第263集起）；于正昌（第36集暫代）；孫誠（暫代）；張文俊（暫代）、陳宏瑋（電視版集數精選-DVD版）
- 中国大陆配音员：张文渔（辽艺）→？（剧场版24）→林强（剧场版31）
- 演員：原田泰造

小新的父親，35歲，3月11日生，血型O型，秋田縣人，雙葉商事東京本部第一營業部股長，薪水少，喜歡打高爾夫球和性感的大姐姐，腳相當臭，甚至可作為武器使用。
野原美冴（ Nohara Misae）
- 日本配音員：楢橋美紀
- 香港配音員：譚淑英
- 台灣配音員：呂佩玉（第1-222集、第226-290集、劇場版1-12）→王瑞芹（第223-225集、第291集起、劇場版13起）、汪世瑋（電視版集數精選-DVD版）
- 中国大陆配音員：徐琳（辽艺）→黎筱蒙（剧场版24）→徐静（剧场版31）
- 演員：麻生久美子

「冴」，日語讀音為「 sae」，國語實際讀音為 「hù 」，在台灣國語版和香港粵語動畫版卻分別念作「牙」和「ngaa5 (雅)」至今，可能是早期配音員不知此字為「冱」的異體字才以形聲字方式發音。
野原美冴是《蠟筆小新》中的第一女主角，小新的母親，29歲，9月21日生（漫畫版為10月10日），血型B型，身高159.2公分、體重60公斤，熊本縣阿蘇市出身，原名小山美冴（Koyama Misae），嫁到野原家後從夫姓，全職家庭主婦。喜歡購買有優惠的東西。常使用「美冴拳」或用「拳頭轉轉」教訓小新和廣志，因此父子二人都非常害怕她。常被小新稱為「三層肥肉老太婆」。其姊真冴/雅惠曾形容其「沒耐性兇巴巴小器鬼，扁扁的胸部屁股大」。經常購買減肥食品及器材。喜歡帥氣男性。結婚前是個上班族，任職於小山田物産株式會社。
前期漫畫和動畫被設計成性急暴力、有些貪慕虛榮、但内心十分善良的媽媽，後期經過操刀，動畫中的“暴力教育”的内容已有相當幅度弱化。24歲時生下長子新之助，29歲時生下長女向日葵。
不愛運動、嗜好甜食點心，雖然多次試圖減重，但因為沒有毅力（三分鐘熱度），因此體重總是降不下來。喜歡嘗試新鮮事物，但大多數時候後來都會放棄並丟進儲藏室裏。
喜歡與其他主婦東拉西扯和大拍賣，甚至就算是腳扭了，也還是會去大拍賣，也對裝到滿沒轍，而使自己總在每次消費中多花不少錢。
經常存私房錢，但在一次房子因燃氣爆炸而毀損時，由於美冴事前用自己的私房錢去購買保險，令房屋有資金可以重新裝修。
會將小新做的壞事記在本子上，寫上“與媽媽的約定條款第××條”，數量已超過100條，但似乎並沒什麼用（只在前期集數出現）。
經過多次考試才取得汽車駕駛執照，但因為各種撞車事故，造成車上很多傷痕。
時刻不忘糾正小新語病，例如小新每次說“你回來了”時，美冴就說“應該是我回來了才對。”
有各式各樣的內衣，但常被小新拿來玩耍。
喜歡和隔壁的大嬸閒聊，經常一聊就很久。喜歡和朋友（小惠等人）講電話，通常一講電話就是一到兩個小時不等。
每天早上要催促小新起床搭校車，但因爲各種緣故經常搭不成校車，導致浪費了車錢最終又要騎腳踏車送小新上學。
美冴擁有野原家最強的戰鬥力，小新和廣志都不是她的對手。
野原向日葵（ Nohara Himawari）
- 日本配音員：興梠里美
- 台灣配音員：賀世芳；林美秀（暫代）→吳貴竹（第495集起、劇場版20起）；楊凱凱（劇場版23）、許雲雲（TV版集數精選-DVD版）
- 香港配音員：吳小藝（211-315集、劇場版5-12、18-19）→吳茵（第608集起，劇場版20至今）、張彩虹（遊戲版）
- 中国大陆配音員：？（辽艺）→？（剧场版24）→幽舞越山（剧场版31）
- 演員：畑芽育
- 女主角之一，小新的妹妹，0歲，(11月30日)9月27日生，於1996年劇場版初登場，身高不到1公尺，血型B型，暱稱「小葵 （日语： Hima）」。还不会说话，只会發出“たい”、“あ～”、“う～”。
- 有“可惡的尿布怪獸”暱稱（小新稱）。

名字來自對讀者的公開募集，動畫版中則被安排以野原家代代相傳的方式取名。
性格與美冴相似，一樣喜歡帥氣男性，超喜歡閃閃發光的東西（甚至光屁屁怪獸），但若被她發現是便宜貨會立即失去興趣。與小新一樣頑皮，有時也因此被美冴教訓（不會像廣志小新一樣挨拳頭，但會被用其它方式教訓）。
野原小白（ Nohara Shiro）
- 日本配音員：真柴摩利／高垣彩陽（巨大化型態）
- 台灣配音員：李宛鳳（第1-19集）→呂佩玉（暫代）→賀世芳（第20集起、劇場版3-11、13-16、18）、林美秀（暫代）→吳貴竹（第495集起、劇場版22、25、26、28）；魏晶琦（劇場版1）；楊凱凱（劇場版2、17、19、24）；劉如蘋（劇場版12、23、27）；張舒婷（劇場版20）；王瑞芹（劇場版21）；徐瑀甄（劇場版27、29）；許雲雲（TV版集數精選-DVD版）
- 香港配音員：譚淑英（劇場版1、5、8、11-12）→吳茵（第608集起）、張彩虹（遊戲版）
- 野原家飼養的雄性小狗，毛色為白色。原被棄養後由小新收養，野原家智商最高的成員。特技是「棉花糖」（把身體捲成球型）和抓重要部位（稱為抓癢癢）。雖不會說話，但似乎能明白小新說的話。

朝日電視台為紀念開台60周年，於2019年10月推出以小白為主角的外傳動畫「SUPER SHIRO」（台譯：超級小白）。
新子
- 日本配音員：兴梠里美
- 台灣配音員：陳凱莉
- 香港配音員：張彩虹

新子是一個神秘人物，她出場時天上會出現特殊形狀的烏雲，可愛活潑、古靈精怪、懂禮貌，也很會哄小孩子，曾讓櫻田妮妮和酢乙女愛和好，還指導小新要珍惜妹妹。實際身分可能是來自未來的五歲小葵（另有說法是平行宇宙的小葵）。

## 雙葉幼稚園

### 向日葵班（）

#### 春日部防衛隊（）
風間徹（ Kazama Tōru）
- 日本配音員：真柴摩利
- 香港配音員：周文瑛（第1-315集、劇場版1-12、18-19）→周恩恩（第608集起、劇場版20起）
- 台灣配音員：李宛鳳（第1-19集）→呂佩玉（第20-22集）→賀世芳（第23集至494集、劇場版1-19）→吳貴竹（第495集起、劇場版20起）；劉如蘋（劇場版23）、汪世瑋（電視版集數精選-DVD版）
- 中国大陆配音員：？（辽艺）→杨凝（剧场版24）→阎么么（剧场版31）

主要角色之一，5歲，7月19日生，血型A型，父母稱他為「小徹」，同學則多稱他「風間」。常自稱春日部防衛隊隊長，一星期幾天有上英语補習班習慣。父親長期到澳洲珀斯工作。立志進入名門私立小學就讀。有時會自吹自擂。被認為是個有恋母情结的人。喜歡看魔法少女瑪莉、魔法少女可愛P和動感超人，雖然小新時常將他惹毛，兩人也曾經打過架，但兩人依然是最好的朋友，最招架不住小新對他的吹耳朵。
櫻田妮妮（ Sakurada Nene）
- 日本配音員：林玉緒
- 香港配音員：龍德瓊（第1-315集、劇場版1-12、18-19）→陳子瑩（第608集起、劇場版20起）
- 台灣配音員：呂佩玉（第1-290集）→王瑞芹（第291集起、劇場版26起）；魏晶琦（劇場版2、5）；楊凱凱（劇場版1、3-4、6-25）、許雲雲（TV版集數精選-DVD版）
- 中国大陆配音員：？（辽艺）→乔菲菲（剧场版24）→姜英俊（剧场版31）

主要角色之一，5歲，6月5日生，血型A型。前期個性文靜婉約，但中後期後個性逐漸強勢霸道，唯對於小新前往她家蹭吃蹭喝的行為毫不在意。
常要求他人陪她一起玩「超真實扮家家酒」，不但春日部防衛隊隊員對此相當恐懼，就連玫瑰班學生都退避三舍。
與母親個性幾乎雷同，經常拿幸福兔來出氣，也是同年齡中唯一一個可以在小新的堅硬頭殼揍出腫包的異性，劇中用鐵拳制裁小新的次數僅次於美冴，是小新少數難以應付及懼怕(提議玩扮家家酒的時候)的對象。
在其超真實扮家家酒中，通常飾演「美麗的」妻子，也常被防衛隊其他成員暗中吐槽。
佐藤正男／正雄（ Satō Masao）
- 日本配音員：一龍斎貞友
- 香港配音員：吳小藝（第1-315集、劇場版1-11、18）→陳安瑩（劇場版12、19）→張彩虹（第608集起，劇場版20至今）、陳子瑩（劇場版22）
- 台灣配音員：魏伯勤（第1-18集、第291集起、劇場版1-20）；于正昌（第20-262集）；張文俊（暫代）；林美秀（第263-290集）；江志倫（劇場版21）→宋昱璁（2014年首播起、劇場版22起）、許雲雲（電視版集數精選-DVD版）
- 中国大陆配音員：？（辽艺）→徐静（剧场版24）→黑特（剧场版31）

主要角色之一，5歲，3月7日生，血型O型，個性膽小且很聽話，疑似有雙重人格。頭型像飯糰一樣，住家位置經常被小新記錯。迷戀酢乙女愛，做事經常落後。遇到困難或較恐怖的東西，哭的第一個就是他，但不小心反擊時就會變成另種個性，喜歡看動感超人。
在妮妮「超真實扮家家酒」中，通常飾演懦弱且不上進的丈夫，且一定有與妮妮離婚或離家出走的情節。其膽小懦弱的個性，也是最常被妮妮抓去玩家家酒的對象。
阿呆（ Bōchan）
- 日本配音員：佐藤智惠
- 香港配音員：龍德瓊（第1-208集）→姜麗儀（第219-315集、第608集起、劇場版1-12、18至今）
- 台灣配音員：馮友薇→于正昌（第22-23集＆中期）；張文俊（暫代）→于正昇（第27集起至前中期＆後期、劇場版）、陳宏瑋（電視版集數精選-DVD版）
- 中国大陆配音員：？（辽艺）→李佳怡（剧场版24）→常蓉珊（剧场版31）

主要角色之一，5歲，9月10日生，血型AB型。總是流鼻涕，但是他的鼻涕非常特別，可以伸縮自如。嗜好是觀賞及照顧金魚、收集各種石頭和觀察身邊周圍的東西，深藏不露，有豐富的知識。
個性隨和，除非遇到真的不喜歡的事物或遊戲（如妮妮的扮家家酒），通常不會拒絕參加。也因此常常和小新玩一些旁人看不懂的遊戲（如沒有鬼的躲貓貓、想像躲避球等）。在妮妮的扮家家酒中，通常飾演一些無關緊要的角色（如嬰兒、寵物等，甚至植物）。
對石頭異常執著，甚至會為此與朋友吵架，也會藉石頭表達心意。
有傳言指阿呆真實姓名為「井川棒太郎」，是因為在某集動畫中，一連串的姓名對戰表上面，出現了「井川棒太郎」這個名字，而「棒」的日文發音為「ぼう」，和阿呆的「ボー」非常相似，於是就有人猜測這會不會就是阿呆的本名，但至今尚未被官方證實。

#### 春日部防衛隊以外學生
酢乙女愛（早乙女 あい）
- 日本配音員：川澄綾子
- 香港配音員：顧詠雪（第608集起）
- 台灣配音員：賀世芳→吳貴竹（第495集起）；魏晶琦（劇場版8）、許雲雲（TV版集數精選-DVD版）

常被稱為「小愛」，5歲，10月18日生，血型B型，酢乙女財團千金大小姐。經常上很多課外活動。平常由保鑣黑磯負責接送和保護。最鍾情於小新, 永遠稱呼小新為“小新少爺”, 甚至直接稱呼小新的媽媽為“母親大人”，而且一旦得悉小新有任何喜歡的東西便會很誇張的將那東西的整個系列大量地給小新馬上送上。雖正男很喜歡小愛，但小愛總對正男不理不睬。
時川翔（ときかわ しょう）
- 台灣配音員：張舒婷

向日葵班轉，因為父親的工作關係常需要搬家，在缺乏陪伴的情況養成常和人打架的習慣。後來在和小新競爭決鬥的過程，逐漸成為朋友。最終再度因為搬家而離開雙葉幼稚園。
二子玉川 達也＆和也
- 日本配音員：小林優（達也）／寺崎裕香（和也）

雙胞胎兄弟，頭髮長有單根呆毛的是哥哥達也，長有兩根呆毛的是弟弟和也。兄弟倆彼此水火不容，但只要相離超過一公尺就會嚎啕大哭。

### 玫瑰班（ばら組）與獵豹相關
河村 獵豹/康雄（河村 やすお（かわむら やすお））
- 日本配音員：大塚智子
- 香港配音員：曾秀清（第1-208集）→莊巧兒（第608集起）
- 台灣配音員：賀世芳（台灣版第21集）／于正昇（台版第22、42集至中期）／于正昌（台版第39集）；魏晶琦（劇場版4），許雲雲（TV版集數精選-DVD版）
- 玫瑰班學生，小新常唸錯他的名字。常試圖搶奪春日部防衛隊玩遊戲的地方，並要求與其班上的技藝高手一決勝負(不過經常被春日部防衛隊打敗)。

仁
- 日本配音員：志乃宮風子→横山智佐→天田有希子→永澤菜教
- 台灣配音員：吳文民（劇場版4）；宋昱璁（劇場版24）
- 河村獵豹的跟班。

輝信
- 日本配音員：白石文子→白鳥由里→山口眞弓→瀧本富士子
- 台灣配音員：孫誠（劇場版4）；王瑞芹（劇場版24）
- 河村獵豹的跟班。

宇集院 魔朱麿（うじゅういん ましゅまろ）
- 日本配音員：森田千晶
- 有錢人家孩子，很愛惡作劇，但在媽媽面前總是乖巧又聽話。名字為日語「棉花軟糖（マシュマロ）」之意。

美穗
- 日本配音員：阪口あや
- 曾追求小新、正男和阿呆的女園童。為人古怪而且花心，常因為小事而「討厭男友」，但其實只是自己一廂情願追求男生。

小朋
與眾不同的女孩。很喜歡小新身上的「小象」。後來因爸爸工作的關係，搬到其他地方並離開了雙葉幼稚園。
惠
- 日本配音員：興梠里美
- 正男曾經喜歡的女生。曾收到正男寫的情信，但以為追求她的是小新。

### 玫瑰班的天才幼童（ばら組の天才園児）
根井丸（ねいまる）
- 日本配音員：小林優
- 玫瑰班的足球高手之一，外表和名字取自巴西球星内马尔（Neymar）。

中田＆別家無
玫瑰班的足球主將雙人組。
唾木
- 台灣配音員：王瑞芹
- 玫瑰班的足球高手之一，角色的外型及其「足球是我的朋友」的口頭禪取材自日本漫畫《足球小將翼》主角大空翼。

若林
- 台灣配音員：呂佩玉
- 被稱為「銅牆鐵壁」的天才守門員。角色外型及名字取材自日本漫畫《足球小將翼》守門員角色若林源三。

阿干
- 玫瑰班最強的投手。（僅於漫畫版第7期登場）

雨賀 得男（あめか えるお）
- 長相和說話語尾都模仿青蛙的玫瑰班園生，姓名的「賀得」取自日語「青蛙」的發音。為玫瑰班大跳繩賽的大將之一。

官輕 羽流（かんがる はねる）
- 穿著袋鼠圖案服裝的玫瑰班園生，姓氏「官輕」取自日語「袋鼠」的發音。為玫瑰班大跳繩賽的大將之一。

根雙 祭（ねぶだ まつり）
- 穿著忍者風格服裝的玫瑰班園生。為玫瑰班大跳繩賽的大將之一。

秋風 舞（あきかぜ まい）
- 日本配音員：浦和惠
- 天才撲克牌少女。如果對手比自己厲害就會裝哭，或者分散對手注意，然後把撲克牌調位。

山村
- 曾獲得全日本游泳比賽冠軍的玫瑰班園童。

南島 康介（みなじま こうすけ）
- 曾獲得幼兒組游泳賽縣冠軍的玫瑰班園童，口頭禪是「...超舒服的」，在游泳接力賽擔任玫瑰班的主將。角色設計取材自日本游泳選手北島康介。

形冰 杉夫（かたこり すぎお）
- 日本配音員：雪野五月
- 台灣配音員：劉如蘋
- 網球高手，必殺技為「空氣火鳳凰」，但使用後肩膀會僵硬。姓氏「形冰」取自日語「肩膀」的發音。

加門 豊作（かもん ほうさく）
- 日本配音員：
- 台灣配音員：王瑞芹
- 挖地瓜達人。

圓張夕子
- 經常攜帶水晶球，擅長用轉圓盤占卜未來的玫瑰班園童。

小千代 大海
- 日本配音員：
- 玫瑰班拔河賽高手，春日部兒童相撲賽的橫綱。角色設計取材自日本相撲力士千代大海龍二。

久井 金太（すくい きんた）
- 日本配音員：斋贺美月
- 台灣配音員：張舒婷
- 玫瑰班撈金魚名人，有著夏季也配戴圍巾的習慣。姓氏的「巢久井」取自日語「打撈」的發音。

頃樫 文五郎（ころがし ふんごろう）
- 日本配音員：鈴木晶子
- 台灣配音員：徐瑀甄
- 香港配音員：顧詠雪
- 擅長丟保齡球的幼稚園童，絕招是「黑洞之球」。喜歡瑞士捲和滾石合唱團。姓氏「頃樫」取自日語「滾動（ころがす）」的發音。

津見 來太郎（つみ きたろう）
- 日本配音員：皆川純子
- 台灣配音員：朱郁蓁
- 日本第一的疊積木幼稚園生，也是埼玉籃球大賽幼稚園組之中，數一數二的人物。姓名發音同「積木 太郎（つみき たろう）」。

穴雪 丈（あなゆき じょう）
- 日本配音員：福圓美里
- 擅長打雪仗且習慣裝扮成雪人，經常腹痛的玫瑰班園童。姓名的「雪丈」取自日語「雪仗」的發音。

電能寺 義我男（でんのうじ ぎがお）
- 日本配音員：
- 台灣配音員：徐瑀甄
- 擅長打高爾夫球，運用平板電腦搭配空拍器計算球徑的玫瑰班園童。名字的「我男」取自英語「高爾夫（Golf）」的發音。

互美田 月人（ごみだ げつと）
- 日本配音員：
- 台灣配音員：劉峻誠
- 擅長遠程丟垃圾的玫瑰班園生。姓氏的「互美」取自日語「垃圾」的發音。

卡林·古德曼·飛鳥（カーリン·グッドマン·あすか）
- 擅長玩臀部冰壺的玫瑰班園童，欣賞小新的臀部。名字「卡林」與中間名「古德曼」分別取自英語的冰壺（Curling）和擅長者（good man）。

卡拉·班德里希·海苔平（キャラ・ベドリッヒ・のり平（へ））
- 日本配音員：水瀨祈
- 台灣配音員：徐瑀甄
- 擅長製作便當且能用海苔在便當上貼出卡通圖案的玫瑰班園童。個性溫和，看見攸關食材的事物便會聯想到便當創作主題。名字的「班德（ベド）」取自日語「便當」的發音。

阿久瀨 留美（あくせ るみ）
- 日本配音員：加藤英美里
- 台灣配音員：徐瑀甄
- 擅長花式溜冰中的舞技空中七連轉的玫瑰班園童。

### 櫻花班（さくら組）
詩織
- 日本配音員：
- 園內第三受歡迎的女園兒。

遙
- 日本配音員：大前茜

小俊
- 日本配音員：小松里歌

卡莉/ Kyary Pamyu Pamyu（卡莉怪妞）
- 日本配音員：Kyary Pamyu Pamyu
- 香港配音員：陳子瑩
- 台灣配音員：楊惟軫
- 原型為歌手Kyary Pamyu Pamyu（卡莉怪妞），因為本人曾表態自己是蠟筆小新的忠實讀者[5]，所以讓她以5歲的樣子登場。

崎山
- 日本配音員：山崎弘也
- 台灣配音員：歐祖豪
- 原型為日本搞笑團體不可接觸中的成員山崎弘也，以其經典的「白領帶」及「屁股下巴」形象登場。

### 紫羅蘭班
愛藤皆子
園內第二受歡迎的美女園兒。

### 教職員
高倉文太（たかくら ぶんた）
- 日本配音員：納谷六朗→森田順平
- 香港配音員：陸頌愚（第1-208、211-315集、劇場版1、3、8、9）、黎家希（劇場版11、21）→黃志明（第608集起，劇場版24起）
- 台灣配音員：（台灣版第1集至第18集）→（台灣版第20集至第？集）→魏伯勤→宋昱璁（2014年首播起）；符爽（劇場版21）；陳宏瑋（TV版集數精選-DVD版）
- 中国大陆配音員：？（辽艺）→冯盛（剧场版24）→图特哈蒙（剧场版31）
- 演員：六平直政（日语：六平直政）

幼稚園園長，48歲，四國出身。樣貌兇狠的老好人，其住家即位於幼稚園旁（漫畫設定住家是幼稚園建築之一部分）。
初登場時被同學稱作「黑道炒地皮的」。經常被小新稱為「老大」、「園長老大」。年輕時上京發展就讀大學的過程中因為其樣貌而在求職路上屢次受挫並意志消沉，也因為當初履歷表上的照片氣氛使對方懼怕使其對履歷表感覺過敏。某次受挫之際有位女孩看出其心地善良之處並送他糖果，因此受感動而在畢業後走上幼教之路並創立幼稚園。
高倉志麻（たかくら しま）
- 日本配音員：滝澤博子
- 台灣配音員：？→劉如蘋，魏晶琦（劇場版1）
- 香港配音員：吳小藝（第1-208、211-315集、劇場版1）

高倉文太之妻，園長夫人兼幼稚園副園長，42歲。初登場時被同學稱作「壓寨夫人」。
石坂綠（いしざか みどり）（原名：吉永 綠，婚後冠夫姓）
- 日本配音員：高田由美→七緒春日
- 香港配音員：譚淑嫻（第1-208集）→王夢華（第211-290集、劇場版1-2、6、9、11）、莊巧兒（劇場版3）→姜麗儀（第608集起、劇場版20起）
- 台灣配音員：李宛鳳（前19集）→賀世芳（第20集至第494集、劇場版2-17）→吳貴竹（第495集起、劇場版20起），楊凱凱（劇場版1），許雲雲（TV版集數精選-DVD版）
- 中国大陆配音員：？（辽艺）→？（剧场版24）→闫夜桥（剧场版31）
- 向日葵班導師，24歲、6月28日生，血型O型。本姓吉永（ Yoshinaga），婚後劇中的大家亦仍稱為吉永老師(但仍會被小新稱為小綠)。
- 漫畫初期常與松坂老師鬥嘴，直到松坂梅與德郎醫生交往後和緩許多，其實很關心對方。後與相識多年的男友石坂純一結婚。春日部防衛隊經常擅自在她家舉行會議並稱之為「春日部防衛隊的秘密基地」。

松坂梅（まつざか うめ）
- 日本配音員：富澤美智惠
- 香港配音員：姚天麗（第1-208集） → 莊巧兒（第211-290集、劇場版1、3、6、8、9、11）→陳子瑩（第608集起），顧詠雪（劇場版20、22-23）
- 台灣配音員：李宛鳳（前19集）→馮友薇（第20集至52集、第105集至262集）、許淑嬪（第53集至104集）→蔣篤慧（第263-977集、劇場版1-26）→曾允凡（第977集後半集起），蔣篤慧（TV版集數精選-DVD版）
- 玫瑰班導師，24歲，11月10生，天蝎座，血型AB型，身高157.5cm。出身於宮城縣，因種田技術了得，以前還有「種田公主」稱號。但因為愛慕虛榮且好面子性格作祟，經常對外誆稱自己出身六本木。逢月底常因為購買名牌商品造成經濟拮据。於接骨院邂逅接骨醫師行田德郎，並發展為情侶關係。最討厭小新叫他「小梅」、「阿梅」。常常參加聯誼但是幾乎都失敗。
- 雖說本身相當愛慕虛榮，但卻相當討厭整天把名牌和錢掛嘴邊的敗家子或闊少爺，且並不嫌棄雙葉幼稚園的同事和孩童們，甚至直接拒絕其他高級私立幼兒園挖角。
- 雖說漫畫初期常和吉永老師鬥嘴，直到松坂梅與德郎醫生交往後兩人關係便和緩許多，但其實彼此都很關心對方，在吉永老師因結婚前的憂鬱而停滯不前時，也是她的鼓勵幫忙推了一把，讓她去面對婚後的新未來。
- 大約在故事發生的三年前與吉永老師一同進入雙葉幼兒園任教。
- 男友德郎醫生因遭受恐怖分子襲擊身亡過度傷心一度想自殺，甚至在上班期間喝酒被檢舉，但在全體師生與家長求情而改成僅減薪水三個月處分。後來讀過德郎生前寄給她的信下定決心要重新振作。

上尾義美（あげお ますみ）（又譯上尾真澄、上尾真須美、上尾真美、上尾增美、上尾益美）
- 日本配音員：三石琴乃
- 香港配音員：吳小藝（第211-315集、劇場版8、11）→莊巧兒（第608集起、劇場版28）、周恩恩（劇場版20、23）
- 台灣配音員：王瑞芹、林美秀（暫代），許雲雲（TV版集數精選-DVD版）
- 中国大陆配音員：？（辽艺）→？（剧场版24）→刘芊含（剧场版31）

櫻花班導師，原為松坂梅受傷住院期間的代課老師，23歲，2月23日生，血型A型。最喜愛吃甜甜圈和收集稀有限定版商品。深度近視，平常習慣戴著眼鏡，性格略顯陰暗，膽小懦弱且不敢大聲說話；一旦摘下眼鏡，便會因為無法看清週遭人事物，個性變得爽朗直率且容易衝動，更能坦白大聲說話。和黑磯先生的關係甚為曖昧，亦是少數看過黑磯先生把墨鏡拿下後樣子的人。
熱繰椎造（あつくる しいぞう）
- 日本配音員：田中一成→檜山修之／佐藤佑子（小時候）
- 台灣配音員：

雙葉幼稚園實習老師，因吉永綠即將生產而成為代課老師，22歲。個性熱情無比，口頭禪是「火焰」，熱愛運動，精力充沛，喜歡的星座是天蝎座。後來吉永老師順利生產後才調職。
小泉
- 七夕節火之女神人選。

青井若造（あおい　わかぞう）
- 日本配音員：鈴木千尋

雙葉幼稚園實習老師，擅長體育。

### 教職員相關者
石坂純一（いしざか じゅんいち）
- 日本配音員：坂東尚樹
- 台灣配音員：魏伯勤→于正昇

小綠丈夫，24歲。有點膽小，為人隨和。
石坂桃（いしざか もも）
- 小綠女兒。（動畫版未登場）

松坂松（まつざか まつ）
- 日本配音員：勝生真沙子
- 台灣配音員：賀世芳（第212集起）→林美秀（暫代，第278集）

松坂梅大姊，28歲，未婚，職業是中學教師。
松坂竹（まつざか たけ）;
- 日本配音員：速見圭
- 台灣配音員：賀世芳（第210集）→呂佩玉（第212集、第278集）→王瑞芹（第291集）

松坂梅二姊，26歲。未婚。職業是小學教師。
行田德郎（ぎょうだ とくろう）;
- 日本配音員：井上和彦
- 台灣配音員：于正昇（前期）→魏伯勤（第220集起）
- 接骨院醫生，28歲。因松坂梅受傷就醫而結識，後成為其男友。興趣是研究骨頭，後來為了挖掘化石而遠赴南美洲，不料被恐怖分子炸死（動畫未提及）。

栗橋真紀子
松坂梅讀短期大學時最要好的朋友。

## 幼稚園家屬與相關者

### 小徹相關
風間峰子（かざま みねこ）
- 日本配音員：玉川紗己子
- 台灣配音員：賀世芳（台版第20、21集）→馮友薇→呂佩玉→蔣篤慧→曾允凡（第977集後半集起），許雲雲（TV版集數精選-DVD版）
- 香港配音員：莊巧兒（劇場版8）→陳子瑩（劇場版21、23）

風間徹母親，個性看似溫柔，但對小徹的考試成績有嚴格的要求。
風間久彥（風間くんのパパ）
- 日本配音員：金丸淳一
- 台灣配音員：宋昱璁

風間徹父親，是一名博士，在世界各地工作。

### 妮妮相關
櫻田萌子（さくらだ もえこ）
- 日本配音員：齊藤庄子→萩森侚子
- 香港配音員：莊巧兒（第608集起）、張彩虹（劇場版22）
- 台灣配音員：李宛鳳（台版前19集）→呂佩玉（台版第20集至21集）→賀世芳／馮友薇（暫代）→蔣篤慧→吳貴竹（第495集起），蔣篤慧（TV版集數精選-DVD版）

櫻田妮妮的母親，常做出重口味的料理。因野原新之助時常到她家蹭吃蹭喝，甚至不問自取食用她家的食物而極度討厭小新，憤怒時會在無人地方揍兔子玩偶幸福兔洩憤，妮妮的個性也是因此而遺傳到。美冴與小新曾在吃過她的料理後給出一個「太膩了」的評價。
在動畫早期憤怒時會在無人地方揍兔子玩偶洩憤，動畫後期只要心情不佳，雞毛蒜皮的東西或某些負面原因便動不動狂揍兔子布偶洩憤（疑似狂燥症）。在1302集 挨揍兔子大反擊 中因櫻田苗木加班而她狂揍兔子布偶洩憤，而在1111集 妮妮家的兔子好可憐 中發誓永不會狂揍兔子布偶但是最後出爾反爾，在尾聲時和櫻田妮妮一起在房間裏狂揍兔子布偶。1347集 媽媽的英語會話教室，因為說不好英語，生氣後狂揍兔子布偶，令人懷疑她是否神經過敏。
櫻田苗木（さくらだ なえき）
- 日本配音員：大瀧進矢

櫻田妮妮的父親，在漫畫裏是在家附近出了名的型男，不大喜歡野原一家，在動畫裏則是一名戴眼鏡的中年男性。
幸福兔／挨揍兔（殴られウサギ）
- 日本配音員：矢島晶子
- 台灣配音員：賀世芳

妮妮和萌子的共用兔子布偶（當她們心情不佳時便會瘋狂毆打它）。在挨揍兔子傳說系列中，是所有兔子裏唯一有思想且能說話走路的兔子。因為妮妮和媽媽的虐待使個性變得古怪。並在此系列對妮妮和媽媽狂揍兔子布偶的行為報復。

### 正男相關
佐藤正男的母親（マサオくんのママ）
- 日本配音員：大塚智子
- 香港配音員：吳小藝（劇場版8）→顧詠雪（第608集起）、陳子瑩（劇場版22）
- 台灣配音員：賀世芳→王瑞芹，許雲雲（TV版集數精選-DVD版）

本名不詳，長相和個性都和正男相仿。
佐藤正男的父親（マサオくんのパパ）
- 日本配音員：松山鷹志

本名不詳，音痴，喜歡古典音樂，但向太太吹牛說自己組過搖滾樂團。（僅出現背影）

### 阿相關
阿的媽媽（ボーちゃんのママ）
動畫中未登場，漫畫僅限回想有出現過下半身。
阿的爸爸（ボーちゃんのパパ）
動畫中未登場。

### 小愛相關
黑磯（くろいそ）
- 日本配音員：立木文彥
- 香港配音員：陳健豪（第608集起）
- 台灣配音員：

酢乙女愛的保鏢兼司機，每日隨侍在側。與上尾老師關係甚為曖昧。時常弄壞小愛家中物品，並遭小愛暗中紀錄，進而作為威脅，令伊能在應該學習或上才藝課程時段，臨時翹課去做其他事情。
赤崎・青山
酢乙女愛的保鏢兼司機，和黑磯同樣著墨鏡和黑色西裝。喜歡人妻類型的女性。
勞騰樂天（ロッテン 樂天）
- 日本配音員：淺川悠
- 台灣配音員：蔣篤慧
- 小愛的女保鏢兼司機。個性嚴謹但過度認真，後被黑磯判定失職而重新回去保鏢學院學習。

小愛的媽媽（あいちゃんのママ）
臉部和年齡未知。
小愛的爸爸（あいちゃんのパパ）
年齡為40幾歲至50幾歲初期。現居英國。

### 宇集院家相關
宇集院 鍊太郎（宇集院 錬太郎）
- 台灣配音員：、
- 宇集院魔朱磨父親，春日部市議員，涉嫌貪汙洗錢。

宇集院夫人（宇集院 夫人）
- 日本配音員：川浪叶子
- 宇集院魔朱磨母親。經常炫耀自己富有。會在家中安裝監視器監看管家有沒有偷懶。

東松山 種（ひがしまつやま たね）
- 日本配音員：高乃麗
- 宇集院家管家，76歲，很討厭宇集院夫人，常常在沒人注意時（通常是小新搗蛋時）偷罵宇集院夫人洩憤，喜歡黑磯。

## 廣志的親屬
野原銀之介（野原銀の介）
- 日本配音員：松尾銀三→長
- 台灣配音員：（台版第17集）→于正昌→張文俊→魏伯勤→宋昱璁（2014年首播起）
- 香港配音員：盧傑（第1-208、211-315集）、陸頌愚（劇場版8）→譚漢華（第608集起）、周鑫霆（遊戲）
- 廣志的父親、小新與小葵的爺爺，65歲，現居秋田縣大仙市。經常突然拜訪野原家，令美冴和廣志感到困擾。同小新與廣志一樣喜歡看穿泳裝的漂亮姐姐，極度疼愛小新和小葵，常與親家小山義治比較誰較受孫子喜愛，與親家是冤家路窄的死對頭。

野原鶴（野原 つる）
- 日本配音員：北川智繪
- 台灣配音員：李宛鳳（初登場）→賀世芳→吳貴竹（第495集起）
- 廣志的母親、小新與小葵的祖母，62歲。具典型農婦精明能幹的性格，雖然表面上比丈夫內斂守規矩，但其實與銀之介一樣頑皮。

野原狹志（野原 せまし）
- 日本配音員：細谷佳正／田村睦心（少年時代）

- 台灣配音員：陳幼文
- 廣志的哥哥，小新與小葵的大伯，40歲。從事農業，相當吝嗇。
- 初登場於第24卷，原先動畫版未登場，其在漫畫中的戲份由野原銀之介取代其出場，後在於2022年8月放送特別篇才在動畫版首次登場。在新11卷内，狭志妻子，野原育菜（聲：福圓美里）以及三个孩子：野原树、野原采摘、野原芽生（聲：生田輝、今泉莉奈）登场。

樱千露（桜 チル子）
- 日本配音員：真山亞子
- 台灣配音員：賀世芳
- 野原广志和野原狭志的侄女，小新與小葵的表姐。曾考大學落榜，在和小新玩耍下，成功克服了考試時，緊張而肚子出問題的毛病，之後順利考取理想的大學，戴上隱形眼鏡後是個美人，是小新喜欢的大姐姐类型，該角色為動畫原創角色，但後來角色設定有被官方重新修改，被更改為爺爺銀之介的兄弟的女兒。

## 美冴的親屬
小山義治（小山 よし治）
- 日本配音員：坂口賢一→池田知聰
- 台灣配音員：→孫誠→于正昇
- 香港配音員：黃志成（第1-315集）→陳健豪（第608集起）
- 美冴的父親、小新與小葵的外公，63歲，現居九州熊本縣阿蘇市，是位十分嚴肅的典型日本男性，曾擔任中學教務主任。極度疼愛小新和小葵，常與野原銀之介比較誰較受孫子喜愛，與親家是冤家路窄的死對頭。

小山高冴（小山 ひさえ）
- 日本配音員：上村典子
- 台湾配音员：賀世芳→王瑞芹
- 美冴的母親、小新與小葵的外婆，58歲，本姓片岡。和女兒們長相相似，廚藝相當不錯。

片岡房冴（片岡 ふさえ）
- 日本配音員：上村典子
- 台湾配音员：賀世芳→吳貴竹（第495集起）
- 高冴的妹妹，真冴、美冴、夢冴的小阿姨，小新、小葵的小姨婆，56歲，與高冴長相相似。

小山真冴（小山 まさえ）
（漫畫版首次登場時譯為「麻冴」。動畫版曾翻譯為「雅惠」，因「真冴」與「雅惠」日文讀音同為「まさえ」）
- 日本配音員：宮寺智子
- 台灣配音員：賀世芳→劉如蘋（第495集起）
- 美冴的姐姐、小新與小葵的大阿姨，35歲，未婚。在父親退休的國中擔任國語教師。酒量奇差，一喝酒就會發酒瘋。表面上看似端莊，但其實是惡作劇的高手，每次登場時都會故意戴誇張面具嚇人。

小山夢冴（小山 むさえ）
- 日本配音員：根谷美智子／小學生時期：樹元織江（2011年）
- 台灣配音員：吳貴竹（2012年首播起）；劉如蘋（劇場版23）
- 香港配音員：顧詠雪（第608集起）
- （1986年12月20日）1986年10月13日出生，美冴的妹妹、小新與小葵的小阿姨，26歲，未婚。為人散漫怠惰，私底下相當不修邊幅、邋遢，個性非常率直和樂天，會嘗試用歪理辯解。小學時期因幫父親義治拍照而立志成為攝影師，曾被攝影師傅批評沒有天分而辭去攝影助理工作，並寄居野原家一段時間，後來遇見另一位攝影師連圖，拜其為師後搬出野原家，住在雞飛狗跳莊/胯下痛公寓。

## 鄰居・春日部市民

### 北本家
北本玲子（きたもと れいこ）
- 日本配音員：鈴木玲子
- 香港配音員：龍德瓊（第211-315集、劇場版2、8）→陳子瑩（第608集起，劇場版23、26）、姜麗儀（劇場版25）
- 台灣配音員：賀世芳；馮友薇（暫代）；魏晶琦（劇場版2、8、11）→吳貴竹（第495集起）；劉如蘋（劇場版23）、許雲雲（電視版集數精選-DVD版）
- 野原家的鄰居，自稱44歲，野原一家通常稱她「大嬸」（作品常通稱「隔壁大嬸」），經常幫助野原家。熱衷八卦，經常探聽鄰居的消息，能說一口流利的英語。

洛貝魯特・馬克蓋亞／羅伯特・麥圭爾（ロベルト・マクガイヤー）
- 日本配音員：堀之紀
- 台灣配音員：
- 北本太太外甥（北本姊姊兒子），於動畫《幫助外國人》初登場，相當喜歡日本文化，但常被小新教授錯誤日本文化知識，不太會說日語。

北本先生（北本さん）
- 本名不詳面貌也不詳，動畫與漫畫中，只出現背影以及聲音與台詞，常常不會主動幫忙老婆做事，個性有點懶散。

### 鳩谷家
鳩谷 席林／阿吉／吉林（鳩ヶ谷 ヨシりん）
- 日本配音員：阪口大助
- 台灣配音員：張文俊→魏伯勤→宋昱璁（2014年首播起）；于正昇（劇場版7-8）；吳文民（劇場版11）、陳宏瑋（電視版集數精選-DVD版）
- 香港配音員：郭俊廷（第211-315集）、鄧肇基（劇場版11）→李家傑（劇場版24、26）
- 蜜琪丈夫，28歲，起初與廣志不同公司，被裁員後重新振作而被雙葉商事錄取，後因工作表現受到矚目而被調職來到廣志的部門。個性軟弱，臉皮厚且談吐刻薄，和老婆恩愛到了誇張的地步，常拜託野原一家又嫌棄，在夏威夷和野原一家认识（动画为在游乐场认识）。有位從事黑毛牛肉生意的叔叔馬林及叔母瑪瑪琳。

鳩谷 蜜琪／小美／美琪（鳩ヶ谷 ミッチー）
- 日本配音員：草地章江→大本真基子
- 台灣配音員：賀世芳；林美秀（暫代）→吳貴竹（2012年首播起）；蔣篤慧（已故，劇場版7-8）；；楊凱凱（劇場版21）劉如蘋（劇場版23）、許雲雲（電視版集數精選-DVD版）
- 香港配音員：莊巧兒（第211-315集）
- 席林妻子，25歲。喜歡看恐怖電影，和老公恩愛到了誇張的地步，常拜託野原一家又嫌棄，導致野原一家對夫妻倆頗為反感。

### 門呂家
門呂 麻理（門呂 マリ）
用美色去誘惑廣志父子去她家幫忙的主婦，丈夫常常出差。烹飪技術達災難水平。（動畫版未登場）
門呂 茂（門呂 オサム）
麻理長子。小學2年級生。聰明冷靜，談吐刻薄。（動畫版未登場）
捨内
居住在豪宅裡，擁有著高雅氣質的婦人。

### 阿武相關人物
阿武／阿猛／小剛（たけし）
- 日本配音員：片岡富枝
- 台灣配音員：李宛鳳→賀世芳、呂佩玉
- 居住在小新住家社區的小學四年級男童。

阿武的弟弟
- 日本配音員：
- 台灣配音員：呂佩玉

阿武的媽媽
- 日本配音員：
- 台灣配音員：呂佩玉→許淑嬪

### 雞飛狗跳莊／胯下痛公寓（またずれ荘）
大屋／大家 主代（おおや ぬしよ）
- 日本配音員：佳川紘子
- 台灣配音員：賀世芳→吳貴竹（2012年首播起）
- 雞飛狗跳莊房東，住在102室，49歲。多年前丈夫和女兒因為車禍逝世。曾是助產士，興趣是玩堆假牙積木。

四郎
- 日本配音員：櫻井敏治
- 台灣配音員：魏伯勤→宋昱璁（2014年首播起）、陳宏瑋（電視版集數精選-DVD版）
- 香港配音員：黃啟明（劇場版26）
- 演員：中岡創一[6]
- 201室（漫畫版為203室）租客，25歲，新潟縣出身。經歷三次考取大學落榜，第四次終於成功錄取「東大」東京春日部產業大學。常到野原家蹭飯，野原一家搬出雞飛狗跳莊後持續與其往來。
- 其有一位哥哥，因為考大學時極為認真，又稱拼命三郎，且於當年即考上東京大學。

### 屈底家
（漫畫版中非胯下痛公寓居民）
屈底 厚子（屈底 あつこ）
- 日本配音員：石川寬美
- 台灣配音員：賀世芳→吳貴竹（2012年首播起）
- 205室租客，18歲（中國大陸漫畫版作28歲），育有1女。行事風格和衣著都非常時尚，喜歡穿厚底鞋。視美冴為打理家務的榜樣並稱呼為「前輩」，說話口頭禪為「話說回來⋯⋯」，而且常常於句末加上「的說」。

屈底 厚美（屈底 アツミ）
- 日本配音員：杉本沙織
- 台灣配音員：王瑞芹
- 厚子女兒，2歲。穿著風格與母親一樣時尚，經常與母親穿母女裝。

屈底 厚司（屈底 アツシ）
厚子丈夫，23歲，長途貨車司機。（動畫版未登場）

### 劇團四毛
役津栗 優（やくづくり（アニメでは「やくつくり」） ゆう）
- 日本配音員: 大本真基子
- 台湾配音員: 蔣篤慧
- 原為203（漫畫版為201）室租客，22歲。劇團四毛演員，性格害羞，瞇瞇眼。必須化上妝才能發揮出高超演技水平，同時個性行為也會依據化妝改變。後在小新「特训」下克服必须化妆才不会怯场的心理障碍，成功成為職業演員，搬出胯下痛公寓。曾参与过堂本光一主演的电视剧。

蜆耕 太（しじみ こう太）
- 日本配音員：岸野幸正
- 台灣配音員：魏伯勤
- 劇團四毛團長，日本演劇界鬼才，随时随地会吃外卖刚送到拉面，他看出役津栗優的才能。

### 埼玉縣警察相關
污田 急痣（汚田 きゅうじ）
- 日本配音員：福山潤
- 台灣配音員：
- 204室（漫畫版為205室）租客。麻藥取締課刑警，為了秘密監視毒品販子膽固醇麻醉和其女友麗莎・阿斯匹靈，裝成會搞笑的敗家子而曾暫居胯下痛公寓。曾去小新的幼稚園宣導不可以跟不認識的陌生人一起走。

苦汁屋 京助（にがりや 京助）
- 日本配音員：石森達幸
- 台灣配音員：魏伯勤
- 204室（漫畫版為205室）租客。麻藥取締課刑警，為了秘密監視毒品販子膽固醇麻醉和其女友麗莎・阿斯匹靈，裝成右手臂骨折的爸爸暫居胯下痛公寓。曾去小新的幼稚園宣導不可以跟不認識的陌生人一起走。

膽固醇麻醉（ステロイド 麻酢尾）
- 日本配音員：真殿光昭
- 台灣配音員：魏伯勤
- 留了中長髮和些許鬍子並戴上墨鏡的毒品犯，被污田急痔和苦汁屋京助追捕。曾和小新和污田在公園玩遊戲；當污田和苦汁屋要逮捕他時，小新站出來說他絕不是壞人的話，感動到類固醇因而棄暗投明，決心供出組織一切情報。

麗莎・阿斯匹靈（リサ・アスピリン）
- 日本配音員：小林沙苗
- 職業模特兒，膽固醇麻醉女友。膽固醇被污田和苦汁屋逮捕之後向男友保證一定會等他回來。

### 玄武家
玄武 岩男／蘇珊 小雪（げんぶ いわお／スーザン 小雪）
- 日本配音員：長州小力(劇場版)
- 205（漫畫版為204）室租客，第三性公關。曾經營玄武內衣公司（全國排名第三的內衣公司），也曾是美國陸軍特種部隊隊員、埼玉縣最守交通規則的優良暴走族「16黑豹」初代頭目。（動畫版只於「蠟筆小新劇場版：Amigo！森巴入侵計畫」登場），直至動畫1160話首次登場。

玄武 良美（玄武 ヨシノ）
蘇珊小雪／玄武岩男的妻子，仍愛著蘇珊。（動畫版未登場）
玄武 拓也（玄武 タツヤ）
蘇珊小雪／玄武岩男的兒子。玄武內衣公司社長。（動畫版未登場）
勝利・西馬歇上校（ビックリー・シマッセー）
美國陸軍特種部隊上校，嘗試說服蘇珊小雪回到綠扁帽部隊。（動畫版未登場）

### 摩洛達西共和國相關
偶比古（オマタ）
206室租客，摩洛達西共和國王子，興趣是跟人開玩笑及授與別人純金勛章。（動畫版未登場）
黑馬達（ヘマタ）
偶比古的隨從。（動畫版未登場）

### 鬼瓦改建公司
鬼瓦 築造（鬼瓦 ちくぞう）
- 日本配音員：辻親八
- 負責重建野原家，鬼瓦改建公司社長。妻子過世後獨自照顧獨生女完奈，後和護士長白豬天子談戀愛。阪神虎迷。

鬼瓦 完奈（鬼瓦 カンナ）
- 日本配音員：茂呂田薰
- 鬼瓦築造的女兒。自幼喪母，被父親寵愛，和八根浦工事交往中。

八根浦 工事（やねうら こうじ）
- 日本配音員：檜山修之
- 社員。在比賽中打敗鬼瓦築造後，正式跟鬼瓦完奈交往。有一個妹妹。

八根浦 住果（やねうら すみか）
工事的妹妹。
白豬 天子（はくいの てんこ）
護士長，鬼瓦築造戀愛對象。（動畫版未登場）

### 春日部書店
春日部書店店長（かすかべ書店店長）
- 日本配音員：京田尚子
- 台灣配音員：贺世芳→王瑞芹、楊凱凱（劇場版7-8）、陳瀅妃（劇場版26）
- 香港配音員：姚天麗（第1-208集）→吳小藝（第211-315集、劇場版3、8）→陳子瑩（第608集起）
- 本名不詳，經常使用手語暗號和中村溝通，擅長以各種方法來驅趕只看不買的客人，绝技是「螳螂之舞」。過去父親經營的書店因放任只看不買的顧客而倒閉，所以非常討厭只看不買的客人。

中村（なかむら）
- 日本配音員：稀代桜子
- 台灣配音員：李宛鳳（初登場）→呂佩玉→蔣篤慧（後期）；楊凱凱（劇場版3）；魏晶琦（劇場版7-8）；徐瑀甄（劇場版26）
- 香港配音員：張彩虹（第608集起）
- 春日部書店女店員，名字不明。擅長以各種方法來驅趕只看不買的客人。

## 動感小學（アクション小学校）
上了小學的小新與阿呆、正男同為1年1班，妮妮為1年3班，風間則考上了私立小學。
姫宮（ひめみや）
- 日本配音員：鷹森淑乃
- 台灣配音員：王瑞芹

1年1班導師，是小新班導，對小新相當頭痛。31歲，單身，有嚴重潔癖症。
南櫻井（みなみさくらい）
- 日本配音員：川上倫子

1年2班班導。小新喜歡的動感小學第一美女老師。姫宮老師視她為對手。
鳩谷（はとがや）
- 日本配音員： 川上倫子→西村千奈美
- 台灣配音員：徐瑀甄

動畫裡名為「持田」（もちだ）。動感小學6年1班學生，地區集體登校小組B區組長。經常因為小新慢慢吞吞行為而大發雷霆。
多田（ただ）
- 日本配音員：齋賀光希
- 台灣配音員：宋昱璁

身材肥胖，地區集體登校小組B區組員。
久喜（くき）
- 日本配音員：若菜よう子
- 台灣配音員：徐瑀甄

坐在小新隔壁的女生，小新忘記帶課本時會借給他看。
（ちほ）
意地目 鯛造（いじめ たいぞう）
小新的同學。
意地目 鯛太郎（いじめ たいだろう）
- 日本配音員：

鯛造的哥哥。

## 動畫、特攝相關

### 動感超人
動感超人／動感假面（ Akushon kamen）
- 日本配音員：玄田哲章
- 香港配音員：黃志成（第1-208、211-315集、劇場版1）
- 台灣配音員：（台灣版第1集至第18集）→（台灣版第20集至第？集）→魏伯勤→宋昱璁（2014年首播起）；林谷珍（劇場版21），陳宏瑋（TV版集數精選-DVD版）

特攝片英雄，飾演者名為郷剛太郎，23歲。小新偶像之一，擅長使用「動感光波」打倒敵人。角色原型似乎是假面騎士BLACK主角。
櫻花咪咪（桜ミミ子）
- 日本配音員：小櫻悅子
- 香港配音員：吳小藝（劇場版1）、王夢華（劇場版11）、顧詠雪（第608集起）
- 台灣配音員：李宛鳳（早期）→賀世芳→吳貴竹（2012年首播起），丘梅君（TV版集數精選-DVD版）

動感超人搭檔，暱稱咪咪子，是跟本田惠子的姪女文惠很像的人，11歲。經常被壞人挾持當人質。有個姊姊名為櫻花莉莉（僅出現於電影版中）。
郷博士（ごうはかせ）
- 日本配音員：納谷六朗

北春日部博士（きたかすかべはかせ）
- 日本配音員：增岡弘
- 台灣配音員：李香生（劇場版）
- 香港配音員：陸頌愚（第1-208、211-315集、劇場版1）

為動感超人研發新武器和招式，也發明其他物品。

### 鋼達姆機器人
鋼達姆機器人／鋼彈勇士（ Kantamu・robo）
- 日本配音員：大瀧進矢
- 香港配音員：李家傑（劇場版24）
- 台灣配音員：于正昇（劇場版3）；吳文民（劇場版4）；黃天佑（劇場版13）；陳彥鈞（劇場版22）；宋昱璁（劇場版25）

綠色的機械人。小新偶像之一，絕招是康達姆鐵拳。發音與機動戰士鋼彈相近，外型則類似富野由悠季另一部機器人作品中的战斗装甲XABUNGLE。
山田 約翰（やまだ ジョン）
- 日本配音員：松尾佳子
- 台灣配音員：魏晶琦（劇場版3）；待查（劇場版22）；王貞令（劇場版25）

康達姆機器人駕駛員，金髮青年，與小新同樣有著亂用詞彙的習慣。

### 不理不理左衛門
肥嘟嘟左衛門／不理不理左衛門（ Buriburizaemon）
- 日本配音員：鹽澤兼人 → 神谷浩史
- 香港配音員：陳旭明（劇場版6）、黎景全（劇場版28）
- 台灣配音員：宋昱璁（2014年首播起，劇場版28）；孫誠（劇場版4、6）

小新畫的人物，外貌為豬。大部分的時候腰間總是配帶一把武士刀形状的千岁饴。見風使舵、膽小怕事，如果敵人比自己的隊友厲害就會拋棄隊友，投靠到敵人的一邊（“我永遠站在強者這一邊”）。危機結束後會索取高昂拯救費（一億萬日元）。

### 魔法少女可愛P
可愛P／萌P（もえぴー）
- 日本配音員：野川櫻
- 台灣配音員：王瑞芹→吳貴竹（2012年首播起）

少女動畫「魔法少女可愛P」的主角。為魔法少女，寄居於葉月的家。風間及妮妮的偶像之一。
葉月（はづき）
- 日本配音員：倖月美和
- 台灣配音員：楊凱凱（劇場版14）

可愛P的親密好友，住在东京都練馬區。

### 不可思議的魔女瑪莉
師走 瑪莉（しわす マリー）
- 日本配音員：田村由香里

特攝片女英雄，從異世界來到人類世界就學的魔女，在每次變身打倒敵人之後會向男主角在內的眾多人施展消除記憶的魔法並重新轉學。風間和埼玉紅蠍隊的龍子都很喜歡她。
直樹（ナオキ）
- 日本配音員：鈴村健一

本特攝片的男主角。
神無月 席拉（神無月 シーラ）
- 日本配音員：川村萬梨阿

本特攝片的反派人物，瑪莉的宿敵。由於具有身材和容貌上的魅力，小新和廣志特別喜歡她。
賽恩（セイン）
- 日本配音員：大谷育江

瑪莉的弟弟，因中了魔咒而變成一隻海狸（不過言語能力沒有因此而消失）。
山崗老師（山岡先生）
- 日本配音員：井上和彦

瑪莉的級任老師，是一個外表約四十歲的中年男子。

## 雙葉商事相關
川口
- 日本配音員：中村大樹（日本）；
- 香港配音員：蔡忠衛（劇場版11）、李家傑（劇場版24）
- 台灣配音員：→魏伯勤→宋昱璁（2014年首播起）；孫誠（劇場版11）；林谷珍（劇場版21）
- 中国大陆配音員：？（辽艺）→？（剧场版24）→郝祥海（剧场版31）
- 廣志下屬，24歲，單身。個性憨厚，口才稍差，但行事能力佳。新之助常僭稱他為「川口那小子」(あの川口のやつ)。

草加由美／草加真弓（草加 ユミ）
- 日本配音員：本井英美→三浦雅子
- 台灣配音員：吳貴竹；張舒婷（劇場版22）
- 廣志的下屬及戀愛幻想對象，常出現在廣志的夢中並向其告白。有一隻寵物猴子與廣志十分相像。

部長
- 日本配音員：鄉里大輔→大友龍三郎
- 台灣配音員：魏伯勤（劇場版16）；孫中台（劇場版23）
- 廣志上司，體貼關心野原一家。為人很大方，但酒量很差，酒醉後會一直在哭。

董事長
雙葉商事董事長，平常是位不著西裝並個性和藹和親的老人。
社長
- 日本配音員：宇垣秀成（日本）
- 雙葉商事社長，為人親和。

専務
- 日本配音員：渡部猛

董事
雙葉商事董事，在公司被稱魔鬼董事。
会長
- 日本配音員：西尾徳

朝霞麗惠（あさか リエ）
- 日本配音員：小島悠理（日本）
- 廣志以前的部下，和廣志很曖昧。

## 朋友相關

### 小新相關人物

#### 大原娜娜子相關
大原 娜娜子／娜娜（ Ōhara nanako）
- 日本配音員：紗百合→伊藤靜
- 香港配音員：曾秀清（ATV）、莊巧兒（劇場版24）、顧詠雪（第608集起、劇場版23）、陳子瑩（劇場版28）
- 台灣配音員：賀世芳／林美秀（暂代）→吳貴竹（第495集起）；楊凱凱（劇場版7、8、11）
- 受小新喜愛的年輕女大學生，樣貌美麗、心地善良。20歲。和野原家來往密切，只要她來小新家，小新都會立刻變成聽話的乖孩子，閨蜜是阿忍。很喜歡看相撲比賽。

大原 四十郎（大原 しじゅうろう）
- 日本配音員：麥人
- 台灣配音員：魏伯勤
- 大原娜娜子的父親。是名小說家，專事豪快系列小說的寫作。常過度擔心愛女。為人做事拖泥帶水。
- 小新以「伯父」和「岳父大人」以及「父親大人」稱呼，但愛女心切的大原四十郎是一概否決。
- 在那須高原有別墅。
- 是一個和高倉文太很像的人

大原 淳子
大原娜娜子的母親，出場集數相當稀少。
大原 卓也
大原娜娜子的堂兄弟，為人親切和善。和娜娜子非常要好。
神田鳥 忍（神田鳥 しのぶ）
- 日本配音員：大塚瑞惠
- 台灣配音員：贺世芳→王瑞芹；魏晶琦（劇場版7）；簡敏（劇場版26）
- 大原娜娜子的大學同學，性格善良，高大健壯，卻擁有少女心。

鈴木 健介（鈴木 けんすけ）
- 日本配音員：成田劍
- 出版社編輯，出場時多是向大原四十郎催稿。
- 監督大原四十郎完成稿圖的緊張時刻，會做仰臥起坐培養腹肌，據此能讓他消除截稿延遲的壓力。
- 時常因為大原四十郎拖稿，而無法出席家庭聚會。
- 大學時期為拼圖社，也曾任網球講師。當大原四十郎企圖逃脫交稿監控，就會使出拼圖攻擊、網球攻擊，將其物品拋出、灑落一地，令鈴木無法自拔的完成千片拼圖，或是立即拾起散落一地的網球，而大原四十郎也能因此順利脫身。

小剛

#### 埼玉紅蠍隊（埼玉紅さそり隊）
由「短指甲」龍子、「雞眼」阿銀、「青春痘」瑪莉組成的三人組，就讀六束女子學園高校3年B班。她們雖然自稱為不良少女，但行為搞笑，且善良有愛心，常被小新當成是搞笑藝人，因小新常對她們死纏爛打而視他為麻煩人物，但實際上也不討厭小新。
「短指甲」龍子／深爪 龍子（ふかづめ竜子）
- 日本配音員：伊倉一惠、高乃麗〈暫代〉[7]
- 香港配音員：曾秀清（第1-208集）→王夢華（劇場版8）→周恩恩（第608集起、劇場版26）
- 台灣配音員：賀世芳（第65-494集）→王瑞芹（第495集起）
- 本名桶川龍子（おけがわ りゅうこ／桶川 竜子），高中三年級生，17歲，埼玉紅蠍子隊的隊長。被小新稱呼為「師父」。
- 表面上看似強硬愛面子，不過私底下相當溫柔善良帶有少女心，行俠仗義，當仁不讓。不擅長使用手機，為此常常鬧笑話，但後來仍偷偷購買手機使用。
- 美少女戰士的狂熱粉絲，曾被小新當成把柄。
- 曾喜歡上野原廣志和小新的劍道師父武藏野劍太，但男方似乎並不知道。

「雞眼」阿銀／「魚眼」阿銀（魚の目 お銀）
- 日本配音員：中澤綠→星野千壽子
- 台灣配音員：呂佩玉（第65-290集）→蔣篤慧（第291-977集前半集）→曾允凡（第977集後半集起）；楊凱凱（劇場版7-8）
- 有著細長雙眼及染成橘髮的少女，有著小巧可愛的嘴唇，因認為這樣與自己不良少女的風格不合，因此總戴著印有X字樣的口罩。
- 與母親相依為命，從為了母親的醫藥費而瞞著隊員們私下打工，被龍子和瑪莉發現後因義不容辭的幫她打工而讓她感動萬分。

「青春痘」瑪莉／「痘痘」瑪莉（ふきでもの マリー）
- 日本配音員：むたあきこ
- 香港配音員：姜麗儀（劇場版8）→陳子瑩（第608集起、劇場版26）
- 台灣配音員：許淑嬪（第65-104集）-→馮友薇（第105-262集）→林美秀（第263-290集）→王瑞芹（第291集至494集）→吳貴竹（第495集起）；魏晶琦（劇場版7-8）
- 身型肥胖，滿面雀斑的少女，重視友情。

「四十肩」阿京（しじゅうかたのおきょう）
- 日本配音員：松井菜桜子→橘U子
- 香港配音員：顧詠雪
- 在漫畫版27卷/動畫版「成立!新琦玉紅蠍隊哦」中暫時取代龍子的隊長位置，雖然表面上看起來很嚴肅，實際上卻很幼稚。後來因為吃壞肚子無法參加決鬥，隊長的位置被龍子重新取回。在動畫版「春日部大聯合哦」中，四十肩已惡化為五十肩。

#### 其他相關
酒井 忍子（酒井 しのぶ）
- 日本配音員：伊藤美紀→西原久美子
- 台灣配音員：李宛鳳（初登場）→賀世芳（台灣版第20集起）→吳貴竹（2012年首播起）
- 數次因為小新在工讀地點搗蛋，情緒失控影響生意而被解僱的女大學生，動畫還設定住在小新家附近，小新有時也會擅自跑到她家作客。

椎野 美太郎
春日部忍者樂園的忍者，個性早熟實則不甘寂寞，精於忍術與易容術。
朴连美 （パク・ヨンミ）
韩国的幼稚园转學生（僅於漫画版中登場）

### 與美冴相關人物

#### 惠子家相關
本田 惠子（本田 ケイ子）
- 日本配音員：高山南
- 台灣配音員：賀世芳→吳貴竹（2012年首播起）；張舒婷（劇場版23）
- 香港配音員：曾秀清（第1-208集）
- 美冴的高中同學，29歲，本姓最上川。喜歡跟美冴談電話。二十九歲才和年輕八歲的本田悟史結婚，而改從夫姓，育有一子本田齊。

本田 悟史（本田 さとし）
- 日本配音員：永野椎菜→鈴木琢磨→私市淳
- 台灣配音員：→？
- 惠子的丈夫，21歲→22歲。相貌英俊，個性溫和。

本田 齊（本田 ひとし）
- 日本配音員：天野由梨→南央美、水田山葵〈代替〉
- 惠子的兒子，暱稱「小齊」，在動畫中稱「小等」、「小仁」。

最上川 典江（最上川 ふみえ）
- 日本配音員：小櫻悅子
- 台灣配音員：王瑞芹
- 动画版原创人物，也曾译作「最上川文惠」，惠子哥哥的女儿、惠子的姪女、本田齊的表姐，11歲，小學五年級，音痴。因为跟櫻咪咪子長的很像，所以第一讨厌的事情是被别人说长得跟咪咪子很像，第二讨厌的是被说和她的名字一样的日本性感女星文惠身材相差特别大，第三讨厌的是别人问她第三讨厌的是什么，第四讨厌的是因为脾气太坏会没有人敢娶她，第五讨厌的事情是被人暗算，但每次和小新接触后都会被小新暗算（衣服背后被贴纸条或者涂鸦）。

白井 好子（しらい よしこ）
- 日本配音員：水谷優子
- 漫畫家

#### 美冴的同學相關
雪子
貴容
茂木
陽子
阿雄
佐佐木
太田

### 與廣志相關的人物

#### 廣志學生時期的教師和同學相關
臼井老師
廣志小學時期的老師，因為年紀大了，常把以前教過的學生名字搞錯。
吉雄
廣志小學時期的朋友，職業為計程車司機，曾在廣志回老家參加同學會時，載他與銀之介回到母校與年邁班導碰面。
美代
廣志小學時期喜歡的女生，後與吉雄結婚生子。
安男
在野原一家回秋田時在新幹線上碰到，穿著光鮮亮麗坐頭等車廂，事實上他所經營的公司因為泡沫經濟崩潰而倒閉，被地下錢莊追著跑。
河邊
廣志中學時期的朋友，致電廣志告知將舉辦同學會的消息。
本莊 靜香
廣志中學時期單戀的對象，就讀三年B班的女學生，因為廣志偶然幫她撿回排球而認識彼此。成年後居住東京，於同學會和廣志等人再會時，已經改蓄捲髮且身材發胖。
松本 雙子
本莊靜香的同班同學。
葉田 荒杉
廣志中學時期的同班同學。
雅彥
自稱「雅子」，綽號為「阿雅」。廣志學生時期的男性同學，長大後變成跨性別者。在新宿開了一間名為「薔薇之館」（日語：薔薇の館）的店。

### 其他相關
佐藤 靖（さとう やすし）
- 日本配音員：關智一

北浦和的阿幸
被稱為「魔鬼臉孔的天使」的女裝男直排輪選手，被小新稱做「師傅」。
樂句院 蝶子
- 日本配音員：新井里美
- 六束女子學園高校的學級委員，龍子的兒時玩伴。個性看似嚴肅，實際上非常愛哭。

沿長瀞川而下團
- 團長川下（理）船子[8]。成員至少有9人[9]，無論在河面或道路上皆操舟楫前進，曾從秩父前往琦玉並向紅蠍隊發送決鬥挑戰書，但最後龍子忘記赴約。

龜沼 笑子
- 台灣配音員：劉如蘋
- 大阪不良少女團「元吉軍團」隊長。喜愛搞笑橋段，意圖征服埼玉，故向埼玉紅蠍隊寄出搞笑競賽的挑戰書，最終認可埼玉紅蠍隊的搞笑實力，放棄征服埼玉的念頭。

三原山 純子
- 台灣配音員：吳貴竹
- 香港配音員：莊巧兒
- 奉行環保、春日部最大的暴走族團體「KSB48」初代總長，體型肥胖、面惡心善的女性。和野原一家保持聯繫。

連圖
- 香港配音員：莊巧兒
- 台灣配音員：王瑞芹

梭魚照相攝影棚的女性攝影師，秉持率真精神，喜歡無修飾的照片，多度旅行異國攝影紀錄當地民情。父親同時也在攝影棚擔任人像攝影師。在幼稚園偶遇當時幫園童攝影的夢冴，雙方交流攝影時給予夢冴關於夢想和工作的啟示，後來因為夢冴的極力爭取，決定讓她擔任工作室的攝影助理。

## 劍道相關
武藏野 劍太（／）
- 日本配音員：野島健兒
- 台灣配音員：魏伯勤

自分流剑道馆馆长。個性正直善良，略帶搞笑幼稚，但在劍道修行方面對自己和學生的要求相當嚴格。鄙視為競賽不擇手段的人。原本出身劍道世家，由於和父親理念分歧轉而離家探索屬於自己的流派。於發覺小新的劍道天份後，積極教導小新。曾為龍子暗戀的對象。
武藏野劍太的父親
喜歡穿花色劍道衣褲的劍道家。
非道 外道（ひどう そとみち）*日本配音員：寶龜克壽
極端流剑道馆馆长。經常動輒用竹劍出手教訓犯錯和作弊失敗的學員，為了贏得競賽而不擇手段。
北尾 宫
極端流剑道馆幼年部學員。
大蛭 田
極端流剑道馆幼年部學員，擅長以體格為優勢朝對手發動攻擊。
幼年部學員
極端流剑道馆幼年部學員。
代代木 光次郎
極端流剑道馆幼年部主將，個性舉止斯文有禮。被小新視為強勁的對手。

## 推銷員相關人物
賣間 久里代（／）
- 日本配音員：津野田成美
- 台灣配音員：賀世芳→吳貴竹（第495集起）
- 地獄推銷員，隸屬於眉燕公司，雖是女性，但因為臉蛋較陽剛，常被誤以為是男扮女裝。27歲，單身。在推銷時，若客戶不購買她推銷的商品，就極力推銷至客戶答應購買為止。姓名與日語「賣他個夠」同音。

根苦羅田 順子（／）
- 日本配音員：林玉緒
- 保險推銷員，自稱「不夠歡樂性格」。

利野邊  駿代
- 室內裝潢公司的推銷員，最後因為小新把伴手禮的動感超人去污清潔劑拿來清除污漬，而推銷失敗，口頭禪是「舉例來說⋯只是舉例來說」。

## 雙葉草幼稚園
是一所具備電腦、英文、游泳、繪畫等課程的幼稚園，學費高昂。
園長
- 台灣配音員：林美秀
- 喜好愛讀書的同學。曾想拉攏風間入學。

木村
- 台灣配音員：于正昇
- 春日部守護小天使。自詡為守護小天使首腦。自認使命為守護春日部。

友友
- 台灣配音員：林美秀
- 春日部守護小天使。个性强势傲娇，会被个性张扬幽默不谙套路的小新吸引。討厭膽小男生。

## 儀井相關人物
儀井 臼人（よしい うすと）
- 日本配音員：土師孝也
- 台灣配音員：魏伯勤
- 漫畫家，37歲。知名度不小，作品有《少年忍者吹雪丸》，常發生事件使作品無法如期完成。姓名來自作者「臼井儀人」，作品則來自「少年忍者風之富士丸」。

儀井 妙子（よしい たえ子）
- 日本配音員：勝生真沙子
- 儀井臼人的妻子兼助手，常因丈夫亂說話而暴走，使丈夫無法如期完成作品。

## 其他相關人物
戸津加 源久（とつか もとひさ）
- 日本配音員：沼田祐介
- 台灣配音員：于正昇
- 雙葉出版社的編輯。35歲。雖然有可怕的臉，但卻很溫柔。

戸津加 源基（とつか げんき）
戸津加源久的兒子，和父親有一樣的眼睛和鼻子，很喜歡小葵。
路今堂 太郎;
- 台灣配音員：簡敏
- 春季全國幼稚園足球大賽冠軍隊伍：春日部菁英隊隊長，自稱「羅納度太郎」，必殺技為藉由踢擊讓足球產生旋轉的「螺旋射門」。根井丸的死對頭，與根井丸關係不明。取材自葡萄牙球星羅納度（Cristiano Ronaldo）。

古林
春日部菁英隊的守門員。
團 羅座也（だん らざや）
- 日本配音員：茶風林
- 台灣配音員：魏伯勤→于正昇→于正昌→未知；吳文民（劇場版1、7、9）；李景唐（劇場版3）；孫誠（劇場版4）；曹冀魯（劇場版16起）
- 香港配音員：陸頌愚（劇場版1、3、9）
- 常常出現在電視上的新聞主播，主持的節目範圍非常廣。穿著有將棋圖案的桃紅色外套。

保根田教授（ほねだきょうじゅ）
- 日本配音員：緒方賢一
- 牛津貓臭大學的教授、恐龍化石挖掘隊的主持人，在世界各地工作。邀請徳郎一同前往南美洲進行發掘研究。

保根田 織惠（保根田 オリエ）
保根田教授的女兒，被誤會與徳郎交往，後與六本木結婚。（動畫版未登場）
六本木 比留人（ろっぽんぎ ひると）
經營梅莎瑪吉洛食品股份公司的青年實業家。後與織惠結婚。（動畫版未登場）
藤原啟治
- 日本配音員：藤原啟治
- 在動畫中出現負面醜聞的男藝人。姓名取自野原廣志的配音員。

猶大師傅（マスターヨダ）
- 日本配音員：永井一郎
- 經營「烤雞肉串亡命之徒」的烤雞肉串店老闆 ，長相奇怪、口氣差，但是廚藝極佳。原本是埃牙廣場飯店的主廚，因為聽説老闆嚐過美味到死的烤雞肉，所以才辭職改賣烤雞肉串。常常和動畫中的人物談説痛苦和趣事，是個好老闆，被小新稱作是星際大戰的尤達。

畢卡索 小川（ピカソ おがわ）
- 日本配音員：島香裕
- 台灣配音員：
- 畫家。他自以為知名度高，但其實沒有人認識。代表作為「苦惱」，曾將自己的作品放在美術館展覽，但因聽到野原一家的唾棄，而將畫作搬回去。

豪滿鐵人
印度咖哩師父，一直自以為自己煮的咖哩很好吃，其實每個人都不覺得很好吃，認為客人都是不了解咖哩的門外漢，會在自己的餐廳裡指責客人的吃法。
鬚毛駒 志郎（すけこま しろう）
- 日本配音員：森川智之
- 台灣配音員：于正昇
- 22歲，經濟仰賴父母的大學生。因為經常被他人形容是「吃軟飯」而很忌諱這個詞彙，只要聽見就會發瘋起來罵人。

三木 和目男（みき わめお）
- 日本配音員：田中康郎
- 台灣配音員：于正昌
- 美冴的汽車駕訓班教練，禿頭，被小新稱做「菲痢普頭怪人」。對美冴的駕駛技術不敢恭維，常稱呼美冴是「沒大腦的女人」。

北與野博士（／）
科學家，努力研究能賺大錢的發明。（動畫版未登場）
竿野 志成
- 日本配音員：戶谷公次
- 台灣配音員：宋昱璁
- 釣遍全國釣池，得到無數釣池主人公認的釣池殺手。

波魯希奇
小流一家飼養的狗，小白的媽媽。因為找不到新的飼主領養，最後被送到衛生所。
小流
波魯希奇的飼主的女兒，因爸爸罹患突發狗過敏，只好棄養波魯希奇。為了不讓小白被送到衛生所，把小白丢到路邊。
塚前 太郎（／）
- 台灣配音員：孫中台
- 東越屋車站的常駐警察，以能在短時間內找回走失兒童聞名。

臼井 儀人（うすい よしと）
- 台灣配音員：于正昇
- 職業是漫畫家，《少年忍者吹雪丸》的作者，姓名取自作者「臼井儀人」。（僅在劇場版登場）

## 春日部都市傳說和夏日都市傳說
被詛咒的阿彌陀籤 （呪いのあみだくじ）
- 台灣配音員：
- 在上面寫上名字後，會逐名字自動移動的阿彌陀籤，籤上每一選項都是厄運。只要當事者的名字移動到線的盡頭，就會出現將發生的不幸事件。若用筆在阿彌陀籤上畫線改變結果，會被自我修正，也無法被外力損毀。若寫在阿彌陀籤上面的人都已經歷過鬼腳圖記載的不幸事件後，籤上的事件與人名皆會消失，被詛咒的阿彌陀籤就會去尋找下一個人。

DVD世界的DVD
- 台灣配音員：
- DVD光碟片世界的怪人，會變出老舊的DVD租借店並偽裝成店鋪工作人員，引誘被害者租借被詛咒的DVD，被害者觀賞該DVD後，被害者會被吸入DVD世界，並產生被害者的替身來取代前者。在DVD影片播放期間按下電視遙控器倒帶鍵可解放被害者，若破壞DVD怪人面部的光碟可令其消失。

大迴轉夫人（大回転マダム）
- 日本配音員：一城美由希
- 台灣配音員：
- 在遙遠處經營壽司屋，一旦聽到客人說出“迴轉壽司”便會露出原貌並強迫客人一起像陀螺一樣迴轉。

扭蛋人 （ガチャガチャ人間）
扭蛋機內的玩偶怨氣形成的複製人，只要當事者任意拋棄扭蛋的玩偶就會現身，將當事者收入扭蛋殼。用扭蛋殼可回收扭蛋人，但唯有當事者向被拋棄的玩偶誠心致歉，才能令扭蛋人及其機台消失。
恐怖的APP （恐怖のアプリ）
日本配音員：川村万梨阿
被小新稱為「秘書PP（秘書プリプリ）」的熱門應用程式「秘書應用程式─別人的愛之手」，只要對其下指令並聽從該指示就能有求必應，即便各種棘手的問題都能順利解決。此外還有通知功能，能知道使用者接下來的事情、家中尚未使用的物品，甚至連人也可以找的到。但是過度依賴的使用者將會盲從程式的指令，甚至失去自我。唯有刪除程式才能擺脫控制。
相武 蘭子（相武 ラン子）
- 日本配音員：千葉紗子
- 台灣配音員：
- 由鞦韆變成的有著孩童外型的付喪神，會強迫遇到祂的人一起玩鞦韆，唯有鞦韆遭破壞才會消失。名字意思為愛鞦韆，

人面蠟筆 （人面クレヨン）
- 台灣配音員：
- 一隻擁有自我意識的人面蠟筆，會附身於將其拾起的人，令其畫出將發生的不幸事件場景。被附身者受外力影響放開人面蠟筆後可恢復正常，唯有破壞人面蠟筆才能解除其令繪畫詛咒成真的效力。

消失的樓梯（消える階段）
傳聞有一種恐怖樓梯，上樓的階梯數跟下樓的階梯數會不同。
謎團重重的隊伍
本體是內部不明的小店家，會令看見排隊隊伍的當事者在未經確認隊伍性質的情況下，受吸引跟著排隊，排進隊伍後除非獲得隊伍外的其他對象同意交換位置，或是受思念對象的強烈心念影響，否則將無法脫離隊伍，直至踏進該店家一去不回。另外除非剛好有上面寫著「結束（おわり）」字樣的任何物品或字條剛好貼在門口前，否則排隊人潮不會強制結束、在結束之際店面也會消失不見。
第四間教室
忽然出現幼稚園裡的第四間教室。
另一個小新
從野原家梳妝鏡裡世界出現的另一個小新。
客廳妖怪／座敷童子
外型像是孩童，性別男女都有的妖怪，會隨機出現在玩耍的孩童團隊裡隨之玩耍，唯有部分細心的當事者會察覺團隊裡多出一名孩子的存在，祂同時會為駐留的地帶招來福氣繁榮。
輝夜奶奶／輝夜姬
- 台灣配音員：
- 香港配音員：姜麗儀
- 竹取物語的主人公，是純正血統的月人。年輕時因為對地球的新奇事物感到好奇，於一千年前從月球搬往地球的某處竹林居住。

恐怖升降梯（恐怖のエレベーター）
會出現於公寓大樓，將乘客載往異時空的電梯。
雪田雪人
- 日本配音員：家中宏
- 台灣配音員：
- 原本是小新在春日部難得下雪的冬天時製作的雪人，因為小新忘記要和其玩耍的約定，被長時間擱置在野原家的冰箱冷凍庫裡而產生怨念。

金球
會困住當事者手部的金球。
小竹
- 台灣配音員：
- 突然出現在雙葉幼稚園的竹筍，因無人採收而變成的巨型竹筍妖怪。

舊宿舍的幽靈
居在山間舊宿舍的幽靈。
直到盡頭的幽靈巴士（果てまでの幽霊バス）
會將誤乘的乘客載往另一個世界的幽靈巴士，媒介是寫著「直到終點」的詛咒石頭。誤乘者將詛咒石頭破壞就能逃脫，唯有將石頭埋起來才能讓它不再出現。
恐怖電風扇
- 日本配音員：後藤邑子
- 台灣配音員：
- 擁有自我意識，會移動與說話的電風扇。

空殼新之助
將從神秘商人手裡取得的特殊美白面膜敷在身上，會產生使用者的分身。

## 恐怖劇場
鬼屋的紅衣女孩
- 台灣配音員：
- 在祭典攤位的鬼屋出現的紅和服女孩。

詛咒娃娃傑克 （ジャック）
- 日本配音員：
- 台灣配音員：
- 18世紀時歐洲的一個國家皇宮貴族為了慶祝嬰兒的出生而製造的娃娃，會為持有者的家庭帶來厄運。

法國娃娃
- 台灣配音員：
- 擁有自我意識的法國娃娃，可操控玩具的行動和引發異常現象，仇視不善待玩具的人。

賣年糕的小女孩
- 日本配音員：菊池心
- 台灣配音員：
- 紅和服女孩會詢問過路者是否要買年糕，吃了她的年糕的人，意識會短暫陷入幻想中。

## 《噢噢噢新之助篇》登場角色
(此單元篇章為戲仿水木茂的鬼太郎系列作品)
體毛妖怪毛薩毛薩
- 日本配音員：沼田祐介
- 因為人類討厭體毛的怨念而誕生，會讓被害者體毛無限增長的妖怪。

扔扔婆
- 日本配音員：鯨
- 極致追求打掃整理，會任意丟棄被害者所有東西的妖怪，一旦東西不能收拾乾淨會變得很焦慮。

辛香料少女
- 日本配音員：松井菜櫻子
- 原本是喜愛甜食的少女，因為飽嚐人間辛酸而變成喜歡在被害者食物灑上大量辛香料、令食物難以入口的妖怪。（日語的「痛苦（つらい）」和「辛辣（からい）」，漢字寫法同為「辛い」）

溫泉花
- 日本配音員：山崎巧
- 吸收溫泉養份成長的妖怪植物，吸入其散播的花粉的人類將會頭部開花和變得飄飄然，但不會傷害人類。

迷糊手套／夏可拉
- 日本配音員：藤原由林
- 被原持有者遺落變成付喪神，低存在感的落單手套。於街頭遊蕩期間被文惠發現修補，收容一段時間，後來發現落單手套付喪神的集會而找到歸屬，向文惠感謝道別。

妖怪松茸大魔王
- 日本配音員：風間勇刀
- 因為人類過度採摘松茸和破壞森林的怨念而誕生的巨大松茸妖怪，會讓被其菌絲纏住的當事者變成香菇，是唯一不聽從妖怪使命令的妖怪。

不景氣鬼
- 日本配音員：伊藤節生、揮真之介
- 雷曼兄弟金融危機事件後數量激增的妖怪，會破壞世界經濟荒廢人心。

泡沫公主（松坂梅）
誕生於經濟繁榮時期的女妖怪。
超能哭小妹（小葵）
擁有接近颱風威力哭聲的妖怪。
妖怪使
- 日本配音員：諏訪部順一
- 除妖一族的後裔，同性戀。被雇用以釋放妖怪驅逐居民並試圖喚醒妖怪大統領。

鎮長
- 日本配音員：柴田秀勝
- 小鎮的校長兼鎮長，為了獲得大量資金幫助小鎮繁榮，雇用妖怪使合作釋放妖怪驅逐居民並試圖喚醒妖怪大統領。

妖怪大統領
- 日本配音員：神谷浩史
- 有著豬外型的妖怪頭目，原本被封印在除妖一族的封印甕裡，後破除封印迫害小鎮。

## 客串角色
犬飼麥／美好天使
配音：長繩麻理亞（日本）
《美妙寵物 光之美少女》主角，犬飼家所飼養的蝴蝶犬，第1233話登場。
犬飼彩葉／友愛天使
配音：種崎敦美（日本）
《美妙寵物 光之美少女》主角之一，麥的飼主，第1233話登場。